# Strakonická madona
Strakonická madona (kolem 1300–1330) pochází z johanitské komendy ve Strakonicích, založené roku 1243. Jde o vzácně dochovanou raně gotickou plastiku, která má přímý vztah k francouzskému nebo porýnskému katedrálnímu sochařství 13. století. Je vystavena v expozici středověkého umění Národní galerie v Praze.

## Popis a zařazení
Plně plastická socha z jedlového dřeva s nepatrnými zbytky polychromie, výška 184 cm, uvnitř dutá. Hlava a levá ruka dítěte byly zhotoveny z lipového dřeva. Do sbírek Národní galerie v Praze byla zakoupena roku 1947.
Kompoziční typ madony s otevřeným pláštěm je odvozen z francouzské katedrální plastiky (portál katedrály v Remeši, 1230–1233), odkud se rozšířil přes Porýní a Německo do střední Evropy. Ze souvislosti s katedrálním sochařstvím je odvozena i přehledná a dokonale vyvážená kompozice Strakonické madony, čistota tvaru, formální kultura a vytříbenost a kultivovanost gest. Svou hmotnou kompaktností, jednoduchostí a abstraktní plasticitou předznamenává nové pojetí plastiky ve 14. století.
Socha nemá blízké paralely v německém sochařství a je pokládána za dílo zhotovené v Čechách. Tomu napovídá i jistá strnulost pohybu a blokovitost sochařského zpracování. Hlava Marie jen neznatelně reaguje na pohyb těla a její tvář má výraz nehybné masky. Socha byla původně kryta polychromií, která mohla výraz obličeje výrazně oživit. Přísnost sochy narušuje gesto dítěte i jeho košilka, která je volněji a pohyblivěji zřasena. Milostné gesto Ježíška, který se prstem pravé ruky dotýká matčiny brady, je vykládáno jako odkaz ke středověké mystice v tzv. "Písni písní". Tam Marie představuje zosobnění Církve a současně matku i nevěstu Kristovu. Zajímavým příkladem uplatňování mariánské úcty je odhalená levá nožka Ježíška, která mohla být připevněna na pohyblivém čepu. Bosé chodidlo dítěte je narážkou na Kristovo pozdější obětování.
Podle Homolky má socha blízko k výzdobě předsíně Münsteru ve Freiburg im Breisgau nebo západnímu průčelí katedrály ve Štrasburku. Strakonická madona patří k období poklasické gotiky, která směřovala k lineární stylizaci a vertikálně komponovanému blokovému tvaru a reprezentují ji např. sochy západního průčelí a severní příčné lodi katedrály v Remeši. V Německu tuto linii představuje Naumburský mistr (2. čtvrtina 13. stol.) nebo řezenský Mistr náhrobku sv. Erminolda (80. léta 13. stol.). Východiskem v porýnské plastice mohla být Madona ze St. Goery v Épinalu nebo díla stavební huti v Bamberku.
Sochu mohl objednat majitel strakonického panství Bavor III. († 1318), příznivec královny Elišky Přemyslovny a purkrabí na stavbě královského hradu Zvíkov, který odtud povolal stavitele a kameníky ke stavbě strakonického hradu.

### Jiná díla
- Madona z Rudolfova (1274), Alšova jihočeská galerie v Hluboké nad Vltavou
- Madona rouchovanská (kolem 1300), Národní galerie v Praze
- Svatá Dobrotivá (před r. 1327), Národní galerie v Praze

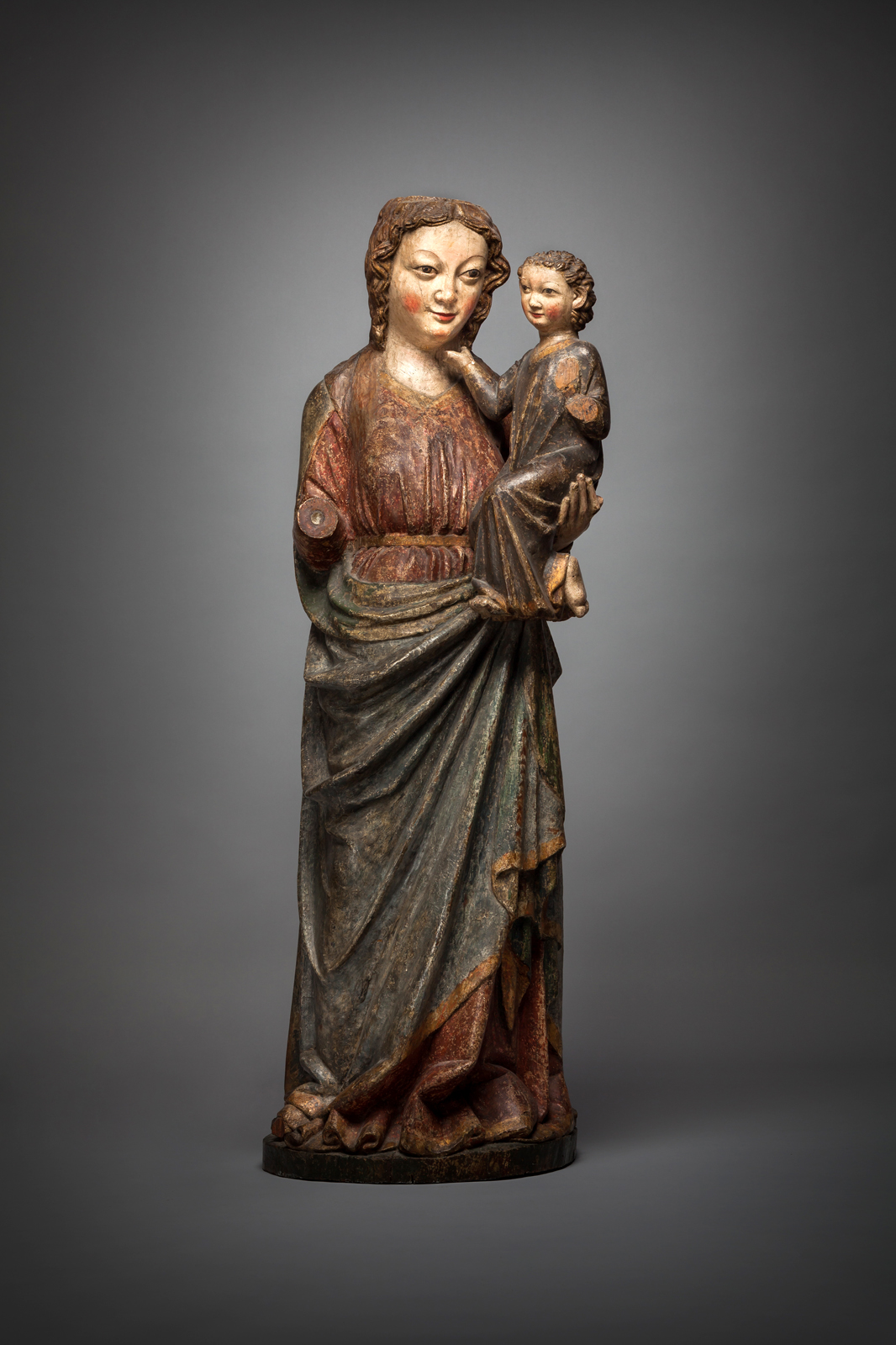
Madona z Rudolfova (1274), AJG Hluboká nad Vltavou
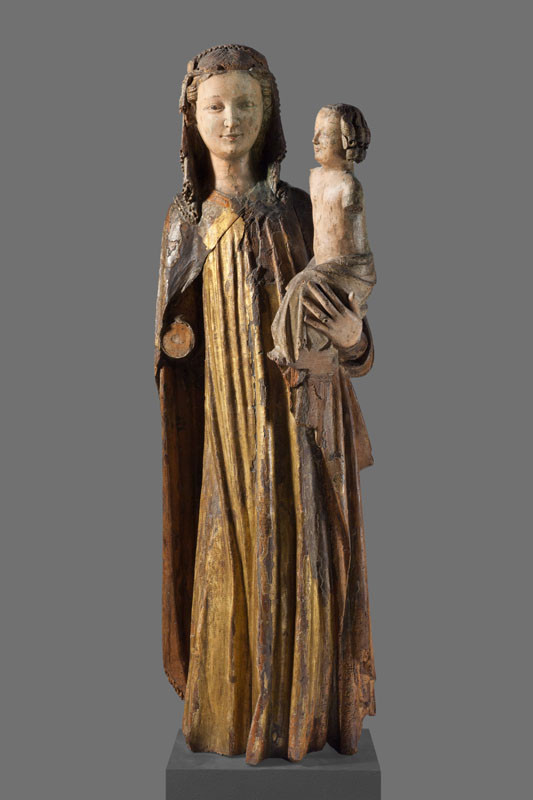
Madona s děckem zv. Rouchovanská, Anonym - Čechy (kolem 1300-1330) Národní galerie v Praze
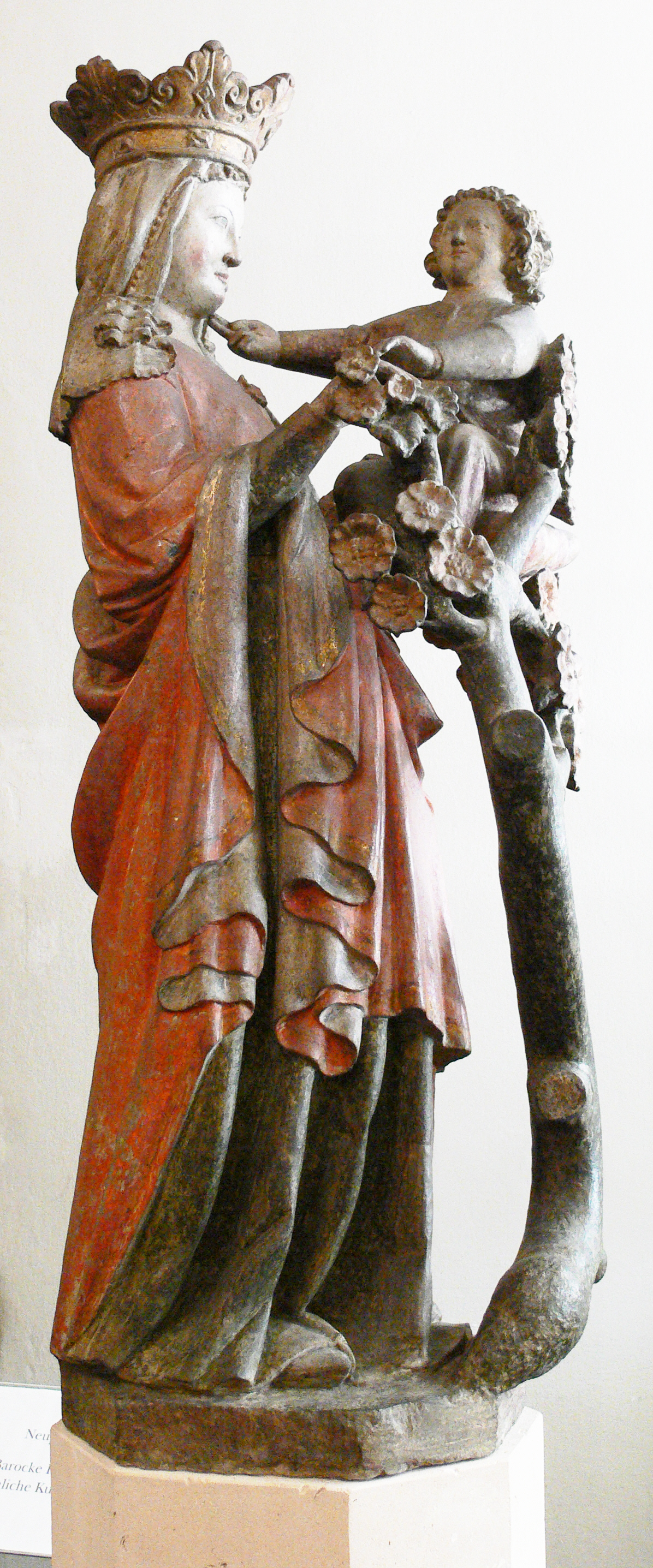
Madona s dítětem v růžovém keři (kolem 1300), Bayerisches Nationalmuseum München
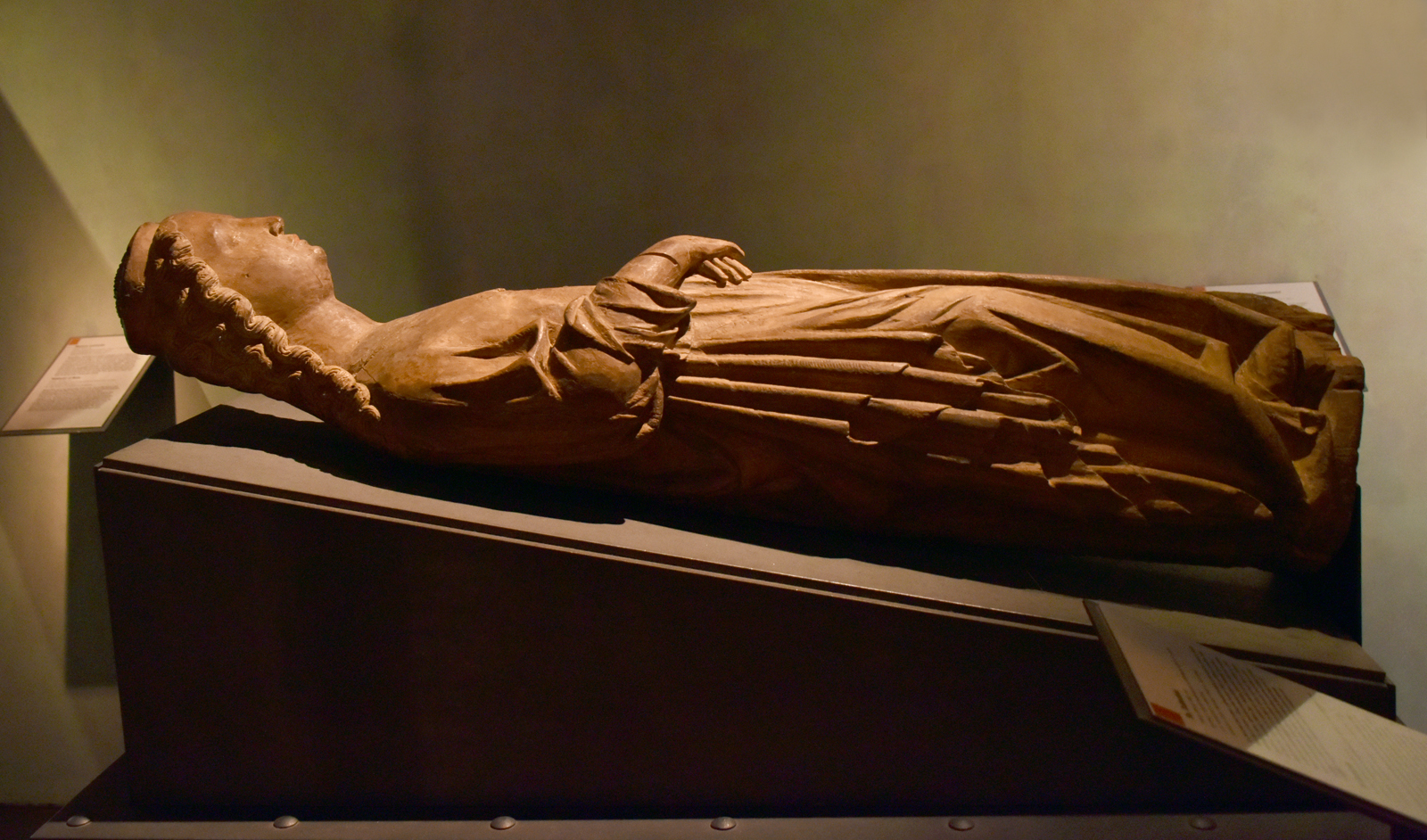
Sv. Dobrotivá (před r. 1327), Národní galerie v Praze
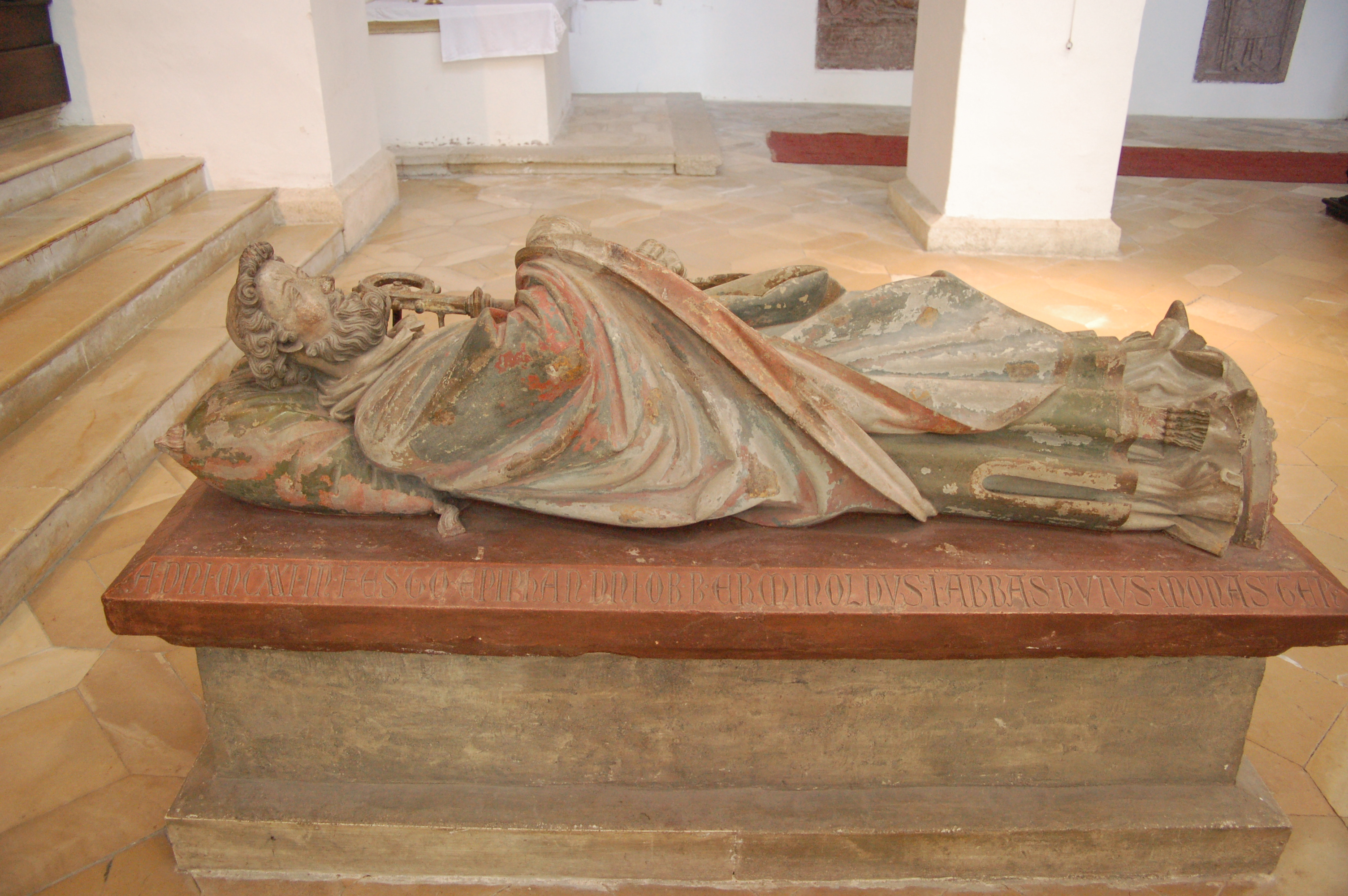
Náhrobek Sv. Erminolda (kolem 1283), St. Georg, klášter Prüfening, Regensburg